# 埃特羅波萊

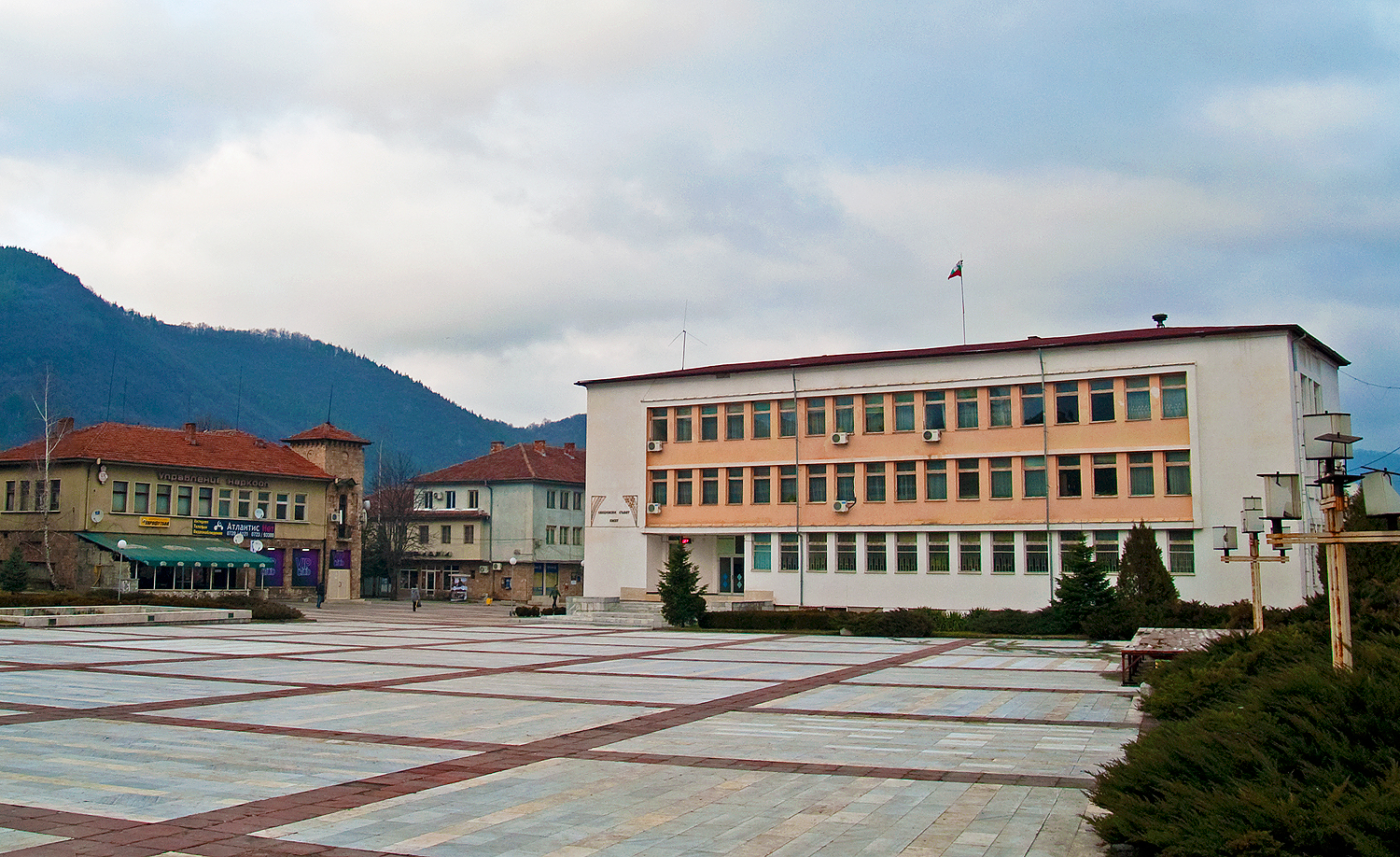
市政厅

埃特羅波萊是保加利亞中部索菲亞州埃特羅波萊市鎮的城鎮及行政中心，距離州府索菲亞80公里，海拔高度618米，2005年人口12,218，居民主要信奉東正教。

## 友好城市
- 希腊Feres（英语：Feres, Evros）
- 俄羅斯莫扎伊斯克
- 塞爾維亞貝拉帕蘭卡

## 外部連結
- Etropole municipality website
- Etropole.com （页面存档备份，存于）
- Nikola Gruev's gallery of Etropole Monastery （页面存档备份，存于）